# Гай Фабій Дорсуон
Гай Фа́бій Дорсуо́н (лат. Gaius Fabius Dorsuo; також Caeso Fabius Dorso, тому іноді Цезон Фабій Дорсон; IV століття до н. е.) — діяч часів Римської республіки.

## Життєпис
Походив з плебейського роду Фабіїв, його гілки Дорсуонів. Про батьків, його молоді роки згадок не виявлено в джерелах. 
390 року до н. е. під час нападу на Рим галів-сенонів на чолі з Бренном Гай Фабій Дорсуон відзначився тим, що встиг неушкодженим донести жертву до храму Вести на Капітолії.
Про подальшу долю Гая Фабія нічого невідомо.

## Родина
- Ймовірно його син Марк Фабій Дорсуон, консул 345 року до н. е.